# ریویچی فوکوشیگه
ریویچی فوکوشیگه (انگلیسی: Ryoichi Fukushige؛ زادهٔ ۳۰ ژانویهٔ ۱۹۷۱) بازیکن فوتبال اهل ژاپن است.